# Silver Mountain (Californië)

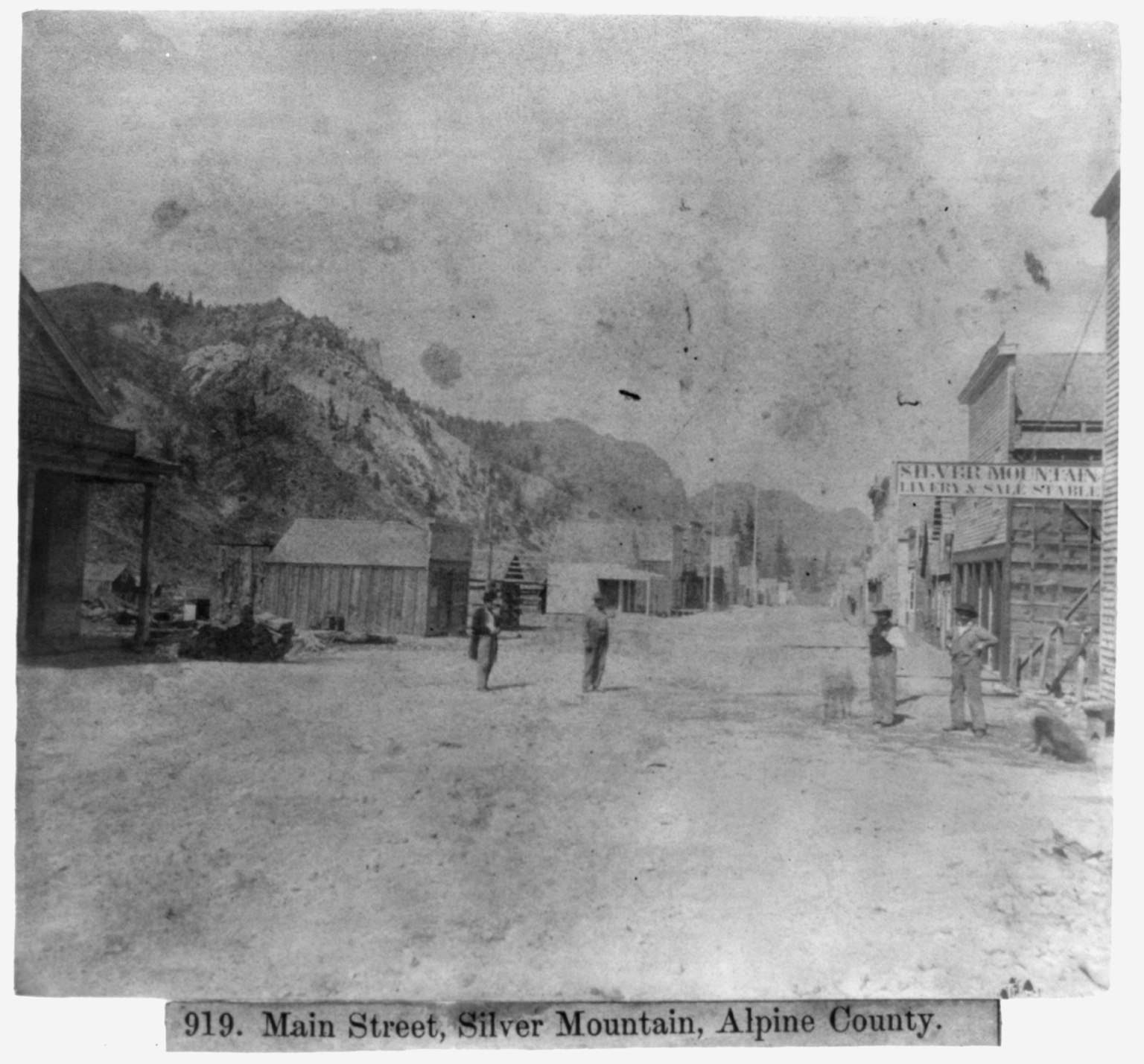
Hoofdstraat van Silver Mountain in 1866

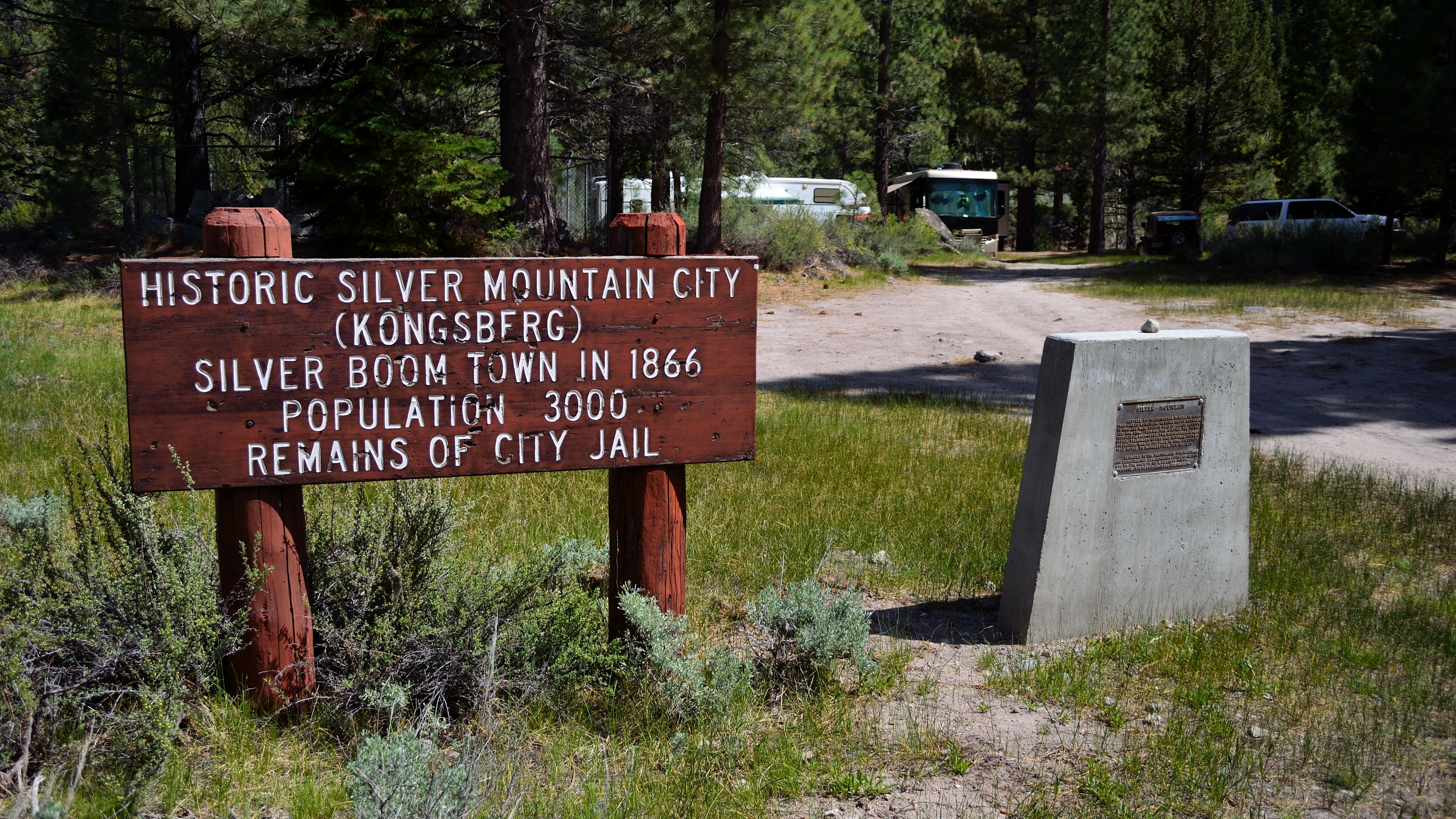
Plaatsaanwijzer en gedenkplaat op de plaats waar de gevangenis van Silver Mountain stond

Silver Mountain of Silver Mountain City is een voormalig stadje in het Sierra Nevada-gebergte in de Amerikaanse staat Californië.
In 1858 werd er zilver gevonden aan de Silver Creek. Noorse gelukzoekers stichtten er het mijnkamp Köngsberg of Konigsberg. In 1863 steeg het bevolkingsaantal van wat nu Silver Mountain heette plots tot 3000. Toen Alpine County in 1864 werd gesticht, was Silver Mountain de hoofdplaats. Op zijn hoogtepunt telde het stadje twee dagbladen (waaronder The Alpine Chronicle) en verschillende hotels. Silver Mountain ging echter spoedig achteruit. In 1873 werd Markleeville hoofdplaats, in 1883 sloot het plaatselijke postkantoor en in 1886 waren alle mijnen en het stadje zelf verlaten.
Van het stadje blijft in de 21e eeuw enkel nog de ruïne van de gevangenis over, waar een plaatsaanwijzer en gedenkplaat zijn geplaatst. De site ligt aan de California State Route 4, een weg die 's winters dicht gaat. Behalve de gevangenisruïne is het Alpine Hotel in Markleeville een overblijfsel van Silver Mountain: het houten gebouw werd er in 1862 opgericht als het Fiske House en in 1886 plank per plank verhuisd naar zijn huidige locatie in Markleeville.